# Belontia signata
Belontia signata е вид лъчеперка от семейство Osphronemidae.

## Разпространение
Видът е разпространен в Шри Ланка.